# Good Grief
«Good Grief» —en español: «Buena pena»— es una canción de la banda británica de indie pop Bastille. Fue lanzado el 16 de junio de 2016 como el sencillo principal de su segundo álbum de estudio, Wild World (2016). La canción fue escrita por Dan Smith, quien manejó la producción junto con Mark Crew. Es su primer sencillo lanzado para presentar nuevo miembro de gira Charlie Barnes.

## Video musical
El vídeo de «Good Grief» debutó el 22 de junio de 2016. Además de la cabeza desencarnada de Smith, el video también cuenta con una casa en llamas, un robo de banco, un hombre corriente, un oso de peluche, chicas de patinaje, un espectáculo y escenas que representan desnudez. Se agregó una versión censurada, borrando o borrando algunas de las escenas más ofensivas. El video ha ganado más de 9 millones de visitas hasta ahora.

## Lista de canciones
Descarga digital

| N.º | Título       | Duración |  |
| 1.  | «Good Grief» | 3:26     |  |

Vinilo de 7"

| N.º | Título                  | Duración |  |
| 1.  | «Good Grief»            | 3:26     |  |
| 2.  | «Good Grief» (Acoustic) |          |  |

Bunker Sessions

| N.º | Título                         | Duración |  |
| 1.  | «Good Grief» (Bunker Sessions) | 3:28     |  |

Autograf Remix

| N.º | Título                        | Duración |  |
| 1.  | «Good Grief» (Autograf Remix) | 3:50     |  |

Don Diablo Remix

| N.º | Título                          | Duración |  |
| 1.  | «Good Grief» (Don Diablo Remix) | 3:59     |  |

MK Remix

| N.º | Título                  | Duración |  |
| 1.  | «Good Grief» (MK Remix) | 5:36     |  |

## Versiones y remixes
La canción ha recibido versiones por artistas próximos como, Aaron Fleming, Chris Brenner, Connor Everitt, Felicia Lu, y Phoebe Whalley. Don Diablo y Autograf lanzaron remixes oficiales para la canción a través de iTunes, respectivamente el 8 de julio y 22 de julio de 2016.

## Posicionamiento en listas
| Listas (2016)                               | Mejor posición |
| ------------------------------------------- | -------------- |
| Austria (Ö3 Austria Top 40)                 | 33             |
| Bélgica (Flandes) (Ultratop 50)             | 20             |
| Bélgica (Valonia) (Ultratip Bubbling Under) | 12             |
| Alemania (Media Control AG)                 | 46             |
| Hungría (Rádiós Top 40)                     | 8              |
| Irlanda (IRMA)                              | 53             |
| Italia (FIMI)                               | 34             |
| Países Bajos (Mega Single Top 100)          | 47             |
| Polonia (Polish Airplay Top 100)            | 13             |
| Portugal (AFP)                              | 84             |
| Escocia (Scottish Singles Sales Chart)      | 6              |
| Reino Unido (Official Charts Company)       | 13             |
| Estados Unidos (Adult Top 40)               | 23             |
| Estados Unidos (Hot Dance Club Songs)       | 10             |
| Estados Unidos (Alternative Airplay)        | 2              |
| Estados Unidos (Mainstream Top 40)          | 40             |

| Listas (2016)                        | Posición |
| ------------------------------------ | -------- |
| Bélgica (Ultratop Flanders)          | 69       |
| UK Singles (Official Charts Company) | 66       |

## Historial de lanzamientos
| País           | Fecha                    | Formato                  | Discográfica | Ref.   |
| -------------- | ------------------------ | ------------------------ | ------------ | ------ |
| Todo el mundo  | 16 de junio de 2016      | Descarga digital         | Virgin       |        |
| Reino Unido    | 23 de junio de 2016      | Contemporary hit radio   | Virgin       | [ 33 ] |
| Estados Unidos | 12 de septiembre de 2016 | Adult contemporary radio | Capitol      | [ 34 ] |
| Estados Unidos | 13 de septiembre de 2016 | Top 40 radio             | Capitol      | [ 35 ] |
| Estados Unidos | 7 de octubre de 2016     | Vinilo de 7"             | Virgin       | [ 4 ]  |